# (33571) Jaygupta
(33571) Jaygupta est un astéroïde de la ceinture principale.

## Description
(33571) Jaygupta est un astéroïde de la ceinture principale. Il fut découvert le 10 mai 1999 à Socorro (Nouveau-Mexique) par le projet LINEAR. Il présente une orbite caractérisée par un demi-grand axe de 2,59 UA, une excentricité de 0,12 et une inclinaison de 3,6° par rapport à l'écliptique.